# Homonacionalismus
Termínem homonacionalismus se označuje příznivý vztah mezi nacionalistickou ideologií a LGBT komunitou a jejími právy.
Prvním pozorovatelem tohoto jevu byla výzkumnice a queer teoretička Jasbir K. Puarová v r. 2007, která zaznamenala snahy některých politických stran hájit práva LGBT komunity navzdory své rasistické a xenofobní platformě, zejména vůči islámu, opřenou o předsudky vůči přistěhovalcům přicházejícím z takového kulturního prostředí, že jsou homofobní, a že pouze západní svět je vůči sexuálním menšinám nejvíc rovnostářský. Bílí Američané a krajně pravicové strany tak jako svůj argument kritiky imigrace používají snahu o sexuální diverzitu a podporu LGBT práv.
Kritika tohoto fenoménu spočívá v jeho částečně sektářském způsobu pojetí LGBT hnutí pohybujícím se až na hraně netolerance a přehlížení homofobie a obecně nedostatku skutečné sociální rovnosti v západním světě. Tato falešná představa rovnosti je obvykle rozporována přístupem k manželství, heteronormalizujícími vztahy mezi příslušníky LGBT komunity a šovinistickými postoji západní kultury k lidem přicházejícím ze zemí, které nejen že neuznávají homosexuální svazky, ale dokonce mnohdy i kriminalizují samotnou homosexualitu, což jsou z velké části právě ty muslimské. Na závěr své studie Puarová uvádí, že se nejedná o lokální, nýbrž globální jev, který může znamenat historický posun.
Bruno Perreau premisu Puarové argumentu kritizuje. Ač souhlasí s tvrzením, že nacionalistické tendence mezi příslušníky LGBT komunity nejsou pozitivní, tak se domnívá, že si Puarová idealizuje to, čemu sama říká "sexuálně nenormativní rasizovaný subjekt"." Perreau vysvětluje, že dekonstrukce norem nemůže být spjatá s jejich reprodukcí. Jason Ritchie taktéž kritizuje homonacionalistické sklony.

## Další literatura
- MIKDASHI, Maya. Gay rights as human rights: pinkwashing homonationalism. Jadaliyya. Arab Studies Institute (ASI), December 16, 2011. Dostupné online.
- MIKDASHI, Maya; PUAR, Jasbir. Pinkwatching and pinkwashing: interpenetration and its discontents. Jadaliyya. Arab Studies Institute (ASI), August 9, 2009. Dostupné online.
- PUAR, Jasbir. Rethinking homonationalism. International Journal of Middle East Studies, special issue: Queer Affects. Cambridge Journals, May 2013, s. 336–339. Dostupné online. doi:10.1017/S002074381300007X.
- SCHOTTEN, C. Heike. Homonationalism: from critique to diagnosis, or, we are all homonational now. International Feminist Journal of Politics. Taylor and Francis, 2016, s. 351–270. Dostupné online. doi:10.1080/14616742.2015.1103061.